# Cremastus fuscipennis
Cremastus fuscipennis är en stekelart som först beskrevs av Cresson 1865.  Cremastus fuscipennis ingår i släktet Cremastus och familjen brokparasitsteklar. Inga underarter finns listade i Catalogue of Life.